# Кримади, Моника
Моника Крюемази (алб. Monika Kryemadhi; род. 9 апреля 1974, Тирана) — албанский политик, член парламента и ведущий член партии Социалистическое движение за интеграцию.

## Образование
Моника Крюемази родилась 9 апреля 1974 года в Тиране, окончила среднюю школу. С 1992 года училась на естественнонаучном факультете Тиранского университета на химика-органика. С 1999 года училась в Европейском центре по изучению вопросов безопасности им. Джорджа Маршалла в Гармиш-Партенкирхене. В 2000—2002 годах училась на экономическом факультете Тиранского университета, получила степень магистра по бизнес-администрированию. Продолжила обучение в аспирантуре.

## Политическая карьера
Свою политическую карьеру Крюемази начала в 1991 году, когда была в числе основателей FRESSH (молодёжной организации Социалистической партия Албании). В январе 1992 года она была избрана членом президиума, а в мае того же года она была избрана генеральным секретарём I и II конгрессов FRESSH. Она являлась президентом FRESSH до апреля 2002 года. С 1995 по 2000 год она избиралась вице-президентом IUSY. Крюемази была членом Социалистической партии с декабря 1991 по сентябрь 2004 года. За это время она также была членом Народного собрания Албании с 2001 по 2005 год. Дважды избиралась в муниципальный совет Тираны, от которого она стала секретарём делегации в Совете Европы. В сентябре 2004 года она стала одним из основателей партии Социалистическое движение за интеграцию (LSI), отколовшейся от СПА. Моника Крюемази сегодня является генеральным секретарём тиранского отделения LSI.

## Личная жизнь
Замужем за президентом Албании Илиром Метой, у них трое детей: Бора, Бесар и Эра.

## Телевидение
Моника Крюемази спела дуэтом с Майлиндой Брегу на албанском музыкальном конкурсе Kënga Magjike в 2005 году, была там одним из членов жюри.